# Distretto di Karamürsel
Il distretto di Karamürsel (in turco Karamürsel ilçesi) è uno dei distretti della provincia di Kocaeli, in Turchia.